# Pur
Pour les articles homonymes, voir PUR.
Pur est un groupe de musique allemand, fondé en 1975 en Bade-Wurtemberg.

## Historique
Le groupe Crusade est fondé en 1975 par Ingo Reidl (de) et Roland Bless (de). L'année suivante, Hartmut Engler (de) rejoint les fondateurs. En 1979, Joe Weber (de) (qui prendra plus tard le nom de famille de sa femme, Crawford ), puis, en 1980,  Rudi Buttas (de), rejoignent l'équipe. Le groupe change de nom en 1980 et devient Opus. Cependant, le succès du groupe éponyme Opus incite le groupe badois à changer à nouveau ; le nom définitif Pur est adopté en 1985.

## Albums
Pur a sorti treize albums entre 1975 et 2015.